# Río Abajo (Vega Baja)
Río Abajo es un barrio ubicado en el municipio de Vega Baja en el estado libre asociado de Puerto Rico. En el Censo de 2010 tenía una población de 4795 habitantes y una densidad poblacional de 771,72 personas por km².

## Geografía
Río Abajo se encuentra ubicado en las coordenadas 18°25′45″N 66°22′56″O / 18.42917, -66.38222. Según la Oficina del Censo de los Estados Unidos, Río Abajo tiene una superficie total de 6.21 km², de la cual 6.1 km² corresponden a tierra firme y (1.79%) 0.11 km² es agua.

## Demografía
Según el censo de 2010, había 4795 personas residiendo en Río Abajo. La densidad de población era de 771,72 hab./km². De los 4795 habitantes, Río Abajo estaba compuesto por el 78.48% blancos, el 9.97% eran afroamericanos, el 0.71% eran amerindios, el 0.08% eran asiáticos, el 9.3% eran de otras razas y el 1.46% pertenecían a dos o más razas. Del total de la población el 99.21% eran hispanos o latinos de cualquier raza.